# 北方集團軍
北方集團軍（德語：Heeresgruppe Nord）是第二次世界大战中納粹德国在东线苏德战场上部署的三个主要的集团军群之一，創建於1941年6月22日。初期負責攻占蘇聯控制下的波羅的海三國，目標是攻占列寧格勒，並與芬蘭軍隊於斯維里河會師。是列寧格勒圍城戰圍城的主力德軍，最初由威廉·里特爾·馮·李布元帅指揮。波羅的海攻勢後在“庫爾蘭口袋”中被包圍直到戰爭結束。

## 創建
北方集團軍於1941年6月建成，由威廉·里特爾·馮·李布元帅指揮。

### 下轄單位
1941年6月22日巴巴羅薩行動前夕的編成：

北方集团军群（威廉·里特爾·馮·李布元帅）
- 第18集团军（格奥尔格·冯·屈希勒大将）
  - 第26軍（阿尔伯特·沃德里格炮兵上将）
    - 第61步兵师
    - 第217步兵师

  - 第38軍（腓特烈-威廉·馮·查皮斯步兵上将）
    - 第58步兵师
    - 第291步兵师

  - 第1軍（库诺·冯·博斯步兵上将）
    - 第1步兵师
    - 第11步兵师
    - 第21步兵师
    - 预备队：第93和第254步兵师
- 第4装甲軍團（埃里希·霍普纳大将）
  - 第41軍（机动化）（格奥尔格·汉斯·莱因哈特裝甲部隊上將）
    - 第1装甲师
    - 第269步兵师
    - 第6装甲师
    - 第36步兵师（摩托化）

  - 第56軍（机动化）（埃里希·冯·曼施坦因装甲部队上將）
    - 第290步兵师
    - 第8装甲师
    - 第3步兵师（摩托化）
    - 预备队：党卫军骷髏师

- 第16集团军（恩斯特·布希大将）
  - 第10軍（克里斯蒂安·汉森炮兵上将）
    - 第30步兵师
    - 第126步兵师

  - 第28軍（莫里茨·冯·维克托林步兵上将）
    - 第122步兵师
    - 第123步兵师

  - 第2军（沃尔特·格拉夫·冯·布罗克多夫-阿勒费尔特步兵上將）
    - 第121步兵师
    - 第12步兵师
    - 第32步兵师

第1航空队（阿爾弗雷德·凱勒大將）
- 5./122远程侦察大队
- 第2和第3参谋部/第1战斗机中队
- 第76战斗机中队
- 第77战斗机中队
- 第54戰鬥機聯隊
- 第53戰鬥機聯隊

## 历任指挥官
- 威廉·里特爾·馮·李布元帅（1941年6月至1942年1月）
- 格奧爾格·馮·屈希勒元帅（1942年1月至1944年1月）
- 瓦爾特·莫德爾元帅（1944年1月至1944年3月）
- 格奧爾格·林德曼

## 參加戰役
- 巴巴羅薩作戰
- 德國入侵波羅的海國家
- 列寧格勒圍城戰
- 波羅的海攻勢

## 註腳
1. ↑  Askey（2018年），第78页

## 資料來源
- Askey, Nigel. . Lulu.com. 2018-04-25. ISBN 978-1-312-41326-9.